# Gardnerina
Gardnerina, monotipski rod  glavočika, dio tribusa Eupatorieae.

## Opis
Gardnerina uključuje 1 zeljastu vrstu poznatu iz jedne zbirke iz Goiáss u Brazilu. Karakteriziraju ga nazubljeni do perasti listovi, jako rašireni ogranci stila i sitne žlijezde na listovima, stabljikama i listolikim braktejama.

## Sinonimi
- Alomia angustata (Gardner) Benth. ex Baker; Fl. Bras. 6(2): 190 (1876)
- Piqueria angustata Gardner; London J. Bot. 6: 432 (1847)